# 一緒にいて
『一緒にいて』（ 原題：Be with Me ）は、2005年に製作されたシンガポール映画。
2005年、第58回カンヌ国際映画祭・カンヌ映画祭監督週間部門で、シンガポール映画として初めてのオープニング上映となった。
第18回東京国際映画祭にて日本で初上映され、アジア映画賞スペシャル・メンションを受賞した。
第78回アカデミー賞の外国語映画賞のシンガポール代表に選ばれた（参照：第78回アカデミー賞に関する一覧）。映画芸術科学アカデミーに正式にエントリーを受理されたものの、後に、英語の台詞が多いため外国語映画（英語以外の言語の映画）とは認められず、失格となった。

## キャスト
- テレサ・チャン　- 本人役

## 日本での上映
- 第18回東京国際映画祭 2005年
- シンガポール映画祭(The Sintok Singapore Film Festival in Tokyo) 　2009年9月5日-9月13日　シネマート六本木
- 日本・シンガポール映画人シンポジウム～珠玉のシンガポール映画は、こうつくる！～  2010年10月1日(東京)・3日(大阪)